# FK Istaravshan
Der Football Club Istaravshan ist ein tadschikischer Fußballklub mit Sitz in Istarawschan. Aktuell spielt der Verein in der ersten Liga, der  Wysschaja Liga.

## Namenshistorie
- 1938 bis 1980: Spartak
- 1981 bis 1991: Trikotazhnik
- 1992 bis 1995: Istaravshan
- 1999: Istaravshan
- 2003: Istaravshan
- 2004: Uroteppa
- 2009 bis: Istaravshan

## Erfolge
- Tadschikischer Zweitligameister: 2018

## Stadion
Der Verein trägt seine Heimspiele im 20.000 Personen fassenden Istaravshan Arena, auch als Istaravshan Sports Complex bekannt, in Istaravshan aus.

## Saisonplatzierung
| Saison | Liga                 | Level | Platz | Tajik Cup     |
| ------ | -------------------- | ----- | ----- | ------------- |
| 2019   | Wysschaja Liga       | 1     | 5.    | Achtelfinale  |
| 2020   | Wysschaja Liga       | 1     | 8.    | Halbfinale    |
| 2021   | Wysschaja Liga       | 1     | 4.    | Viertelfinale |
| 2022   | Wysschaja Liga       | 1     | 8.    | Achtelfinale  |
| 2023   | Tajik First Division | 2     | 2. ▲  |               |
| 2024   | Wysschaja Liga       | 1     | 10.   |               |

## Trainerchronik
| Trainer                 | Nation                 | von              | bis               |
| ----------------------- | ---------------------- | ---------------- | ----------------- |
| Alier Ashurmamadov      | Tadschikistan          | 1. Januar 2020   | 16. Dezember 2020 |
| Rakhmatullo Fuzaylov    | Tadschikistan Russland | 2. Januar 2021   | 17. Februar 2021  |
| Makhmadjon Khabibulloev | Tadschikistan          | 18. Februar 2021 | 31. Dezember 2021 |
| Reza Parkas             | Deutschland            | 10. Januar 2022  | 2. Mai 2022       |
| Numon Khasanov          | Usbekistan             | 7. Juni 2022     |                   |